# 젠보 TS1 GT
젠보 TS1 GT(영어: Zenvo TS1 GT)는 젠보 오토모티브에서 2016년부터 2019년까지 생산했던 스포츠카이다.
생산 대수는 연간 5대로 제한되었으며, 이전 모델의 총 생산량 15대에서 증가한 수치이다.

## 사양

### 엔진
젠보 TS1 GT의 엔진은 자체 개발한 5.8리터 트윈 슈퍼차저 V8 엔진으로 구동되며 7,100rpm에서 823 kW (1,119 PS; 1,104 hp) 및 1,139N⋅m(840lb⋅ft)의 정격 출력을 가지고 있다.

## 변형 차종

### 젠보 TSR
젠보 TS1의 트랙 전용 차종이다.

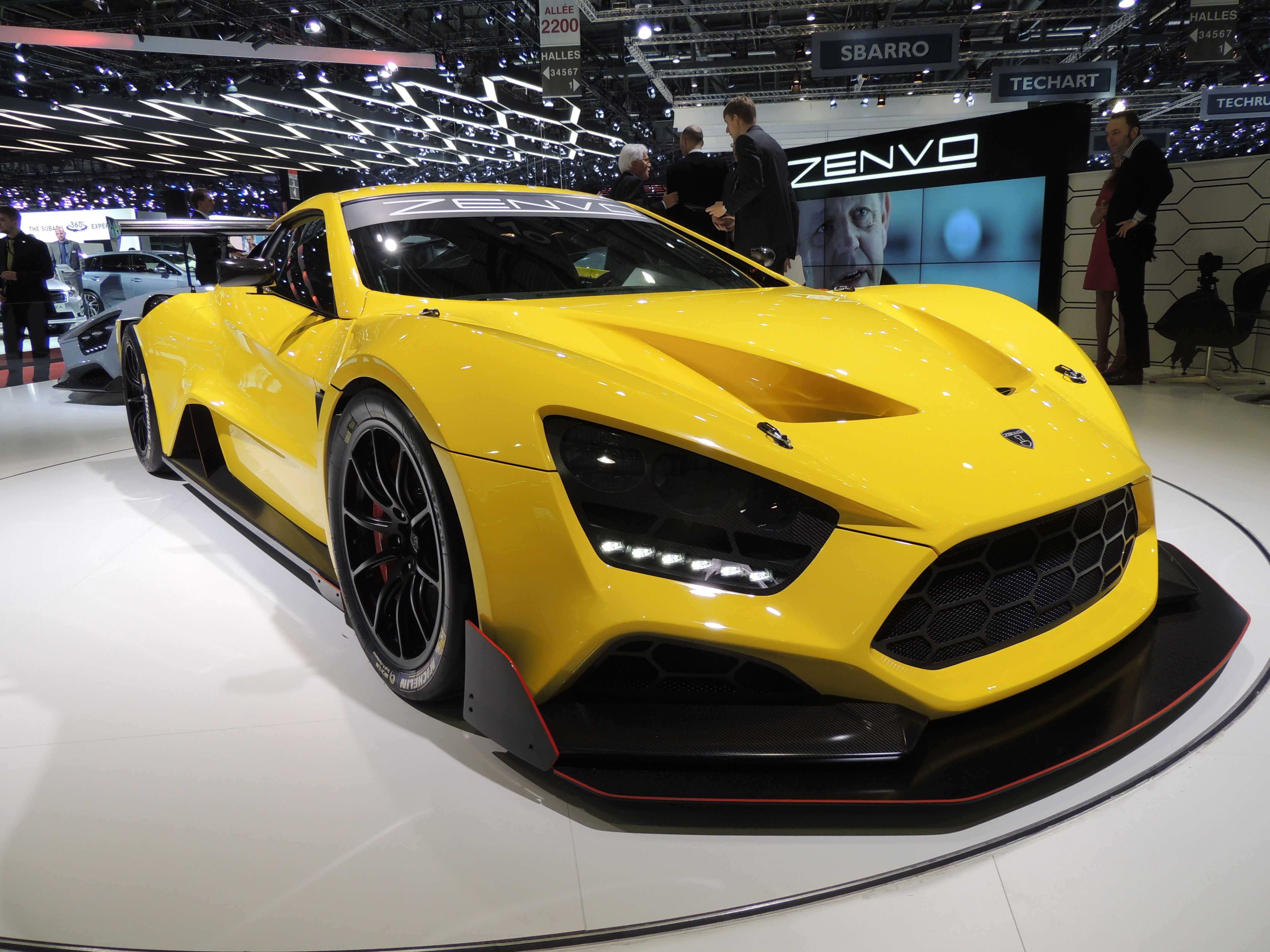
2016년 제네바 모터쇼에서 등장한 TSR

주요 변경 사항은 총 전비중량을 1,330 kg (2,932 lb)으로 줄이는 250 kg (551 lb)의 전비중량 감소, 트랙 사용을 위한 수정된 기어링 및 동력 전달, 후면의 고정 탄소 섬유 윙을 가지고 있다.더 큰 탄소 섬유 전면 스플리터와 후면 디퓨저도 장착되어 고속에서 공기 흐름을 개선한다.내부에는 전체 롤 케이지와 6포인트 하네스가 있으며 TS1 GT의 인포테인먼트 시스템은 전비중량을 줄이기 위해 제거되었으며 기어링 및 공기역학적 변화의 결과로 TSR의 최고 속도는 325 km/h (202 mph)로 감소하였다.

### 젠보 TSR-S

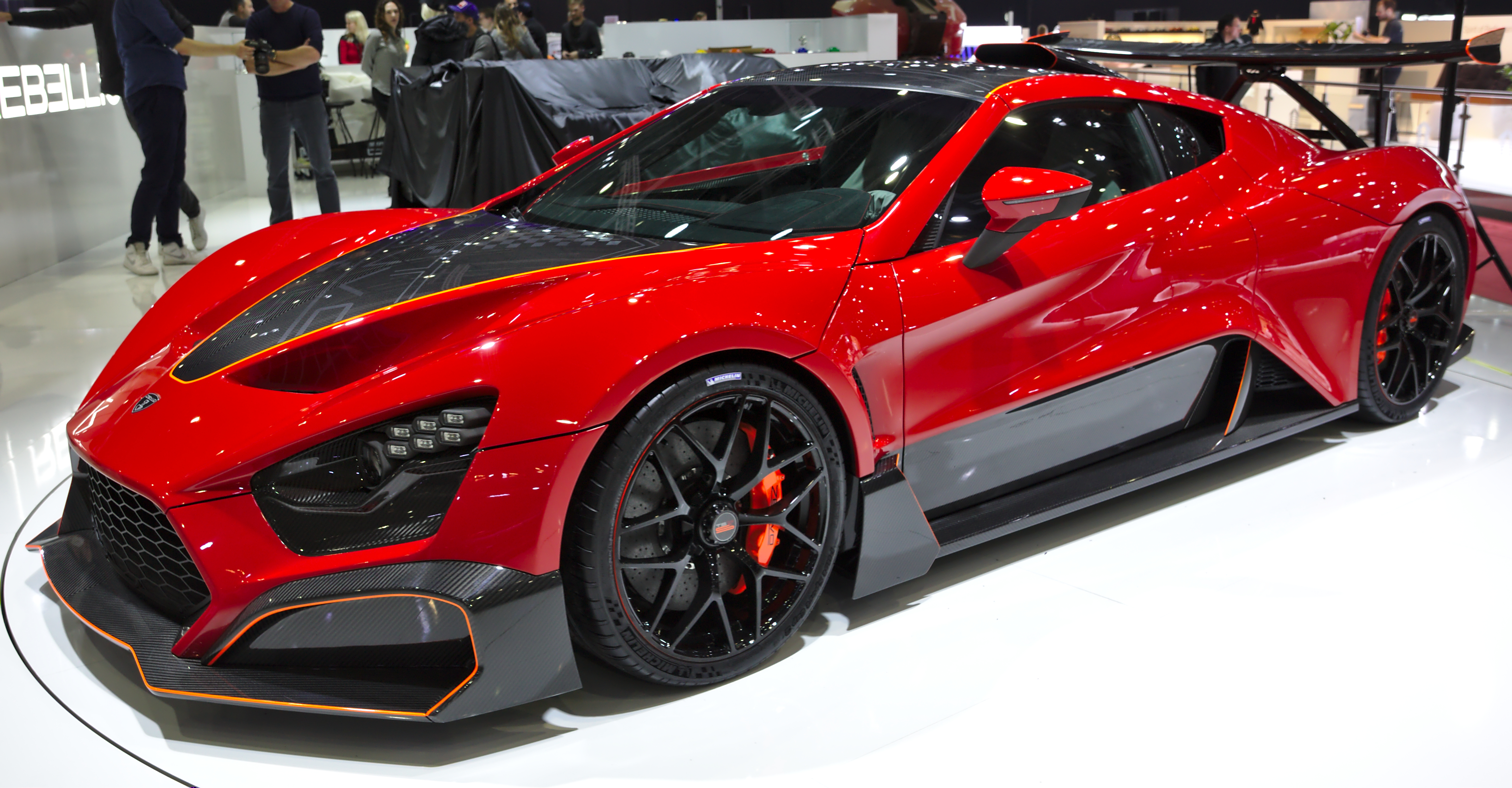
2018년 제네바 모터쇼에서 공개된 젠보 TSR-S

트랙 중심의 젠보 TSR의 도로 법적 모델이다. 2018년 제네바 모터쇼에서 공개된 TSR-S는 TS1 모델에 비해 수많은 업그레이드 및 디자인 변경을 특징으로 하며, 도로 주행, 그랜드 투어링 TS1 GT와 레이스 중심의 트랙 전용 TSR 사이에 있다.

## 성능
TS1 GT의 최고 속도는 375 km/h (233 mph)이다.

## 경쟁 차종
리막 오토모빌리
- 리막 네베라

맥라렌 오토모티브
- 맥라렌 720S
- 맥라렌 765LT
- 맥라렌 세나
- 맥라렌 스피드테일

부가티
- 부가티 디보
- 부가티 라 부아튀르 누아르
- 부가티 볼리드
- 부가티 센토디에치
- 부가티 시론

## 비디오 게임에서의 등장
- 포르자 호라이즌 4
- 아스팔트 8: 에어본
- 아스팔트 9: 레전드